# Скара (община)
Община Скара (на шведски: Skara kommun) е разположена в лен Вестра Йоталанд, югозападна Швеция с обща площ 450 km2 и население 18 580 души (към 31 декември 2013). Административен център на община Скара е едноименния град Скара.